# Gesicht

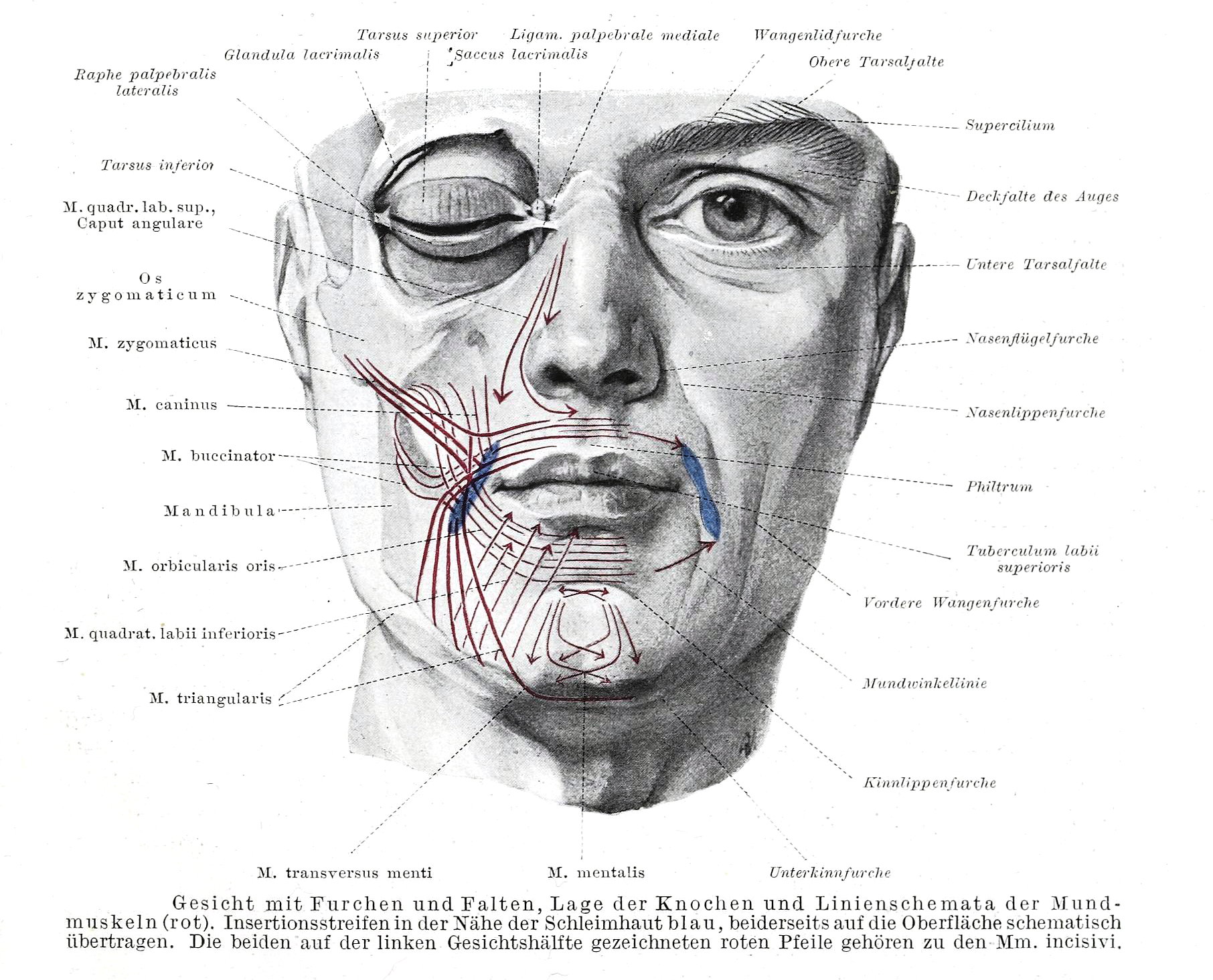
Gesicht mit Furchen und Falten, Lage der Knochen und Mundmuskeln

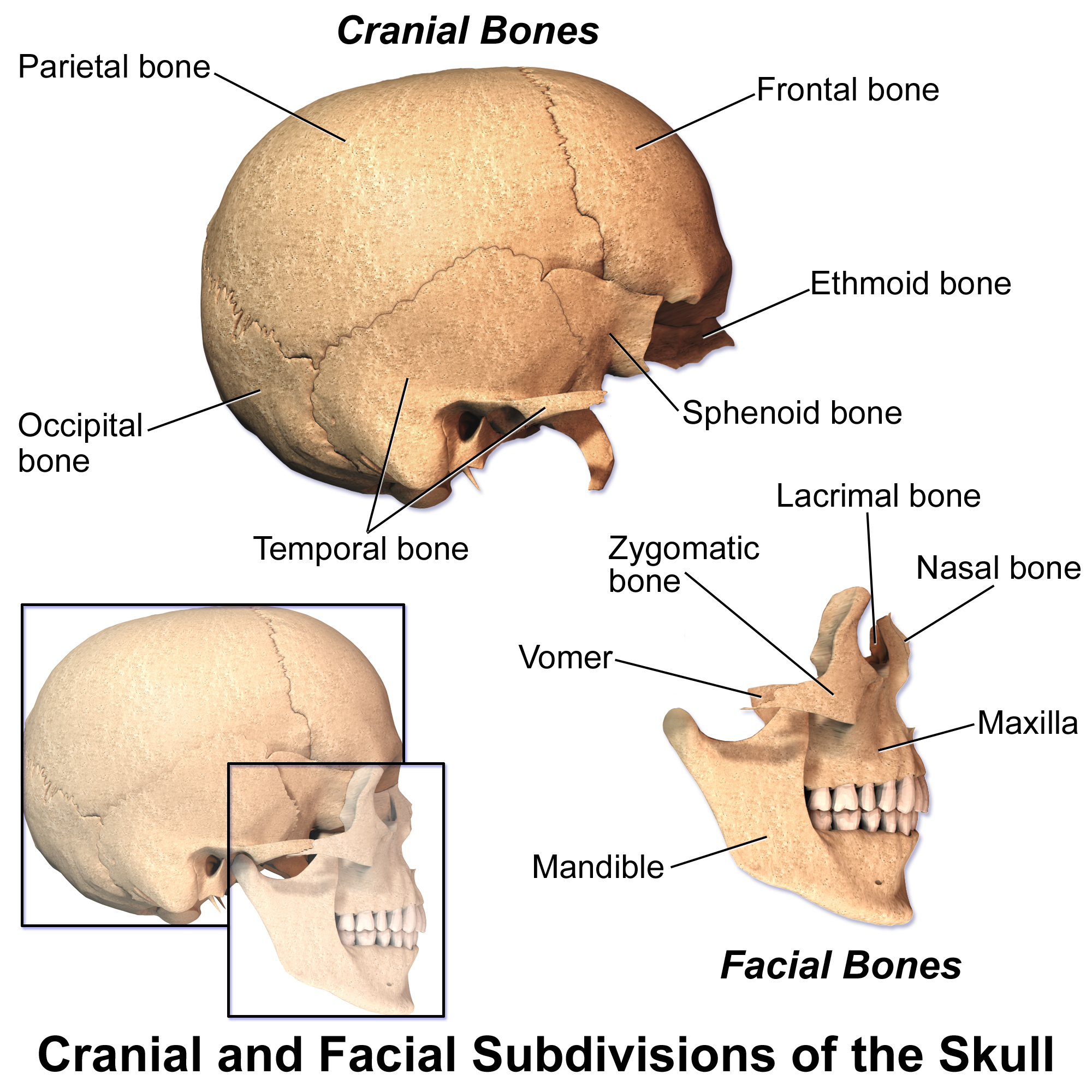
Gehirnschädel (oben) und Gesichtsschädel (unten rechts), Stirn gehört nicht zum Gesichtsschädel

Das Gesicht (lateinisch Facies; altgriechisch πρόσωπον prósōpon, ὤψ ōps) ist der vordere Teil des Kopfes mit Augen, Nase und Mund. Im allgemeinen Sprachgebrauch reicht das Gesicht bis zum Haaransatz und bezieht die Stirn somit ein. Anatomisch betrachtet, reicht das Gesicht jedoch von der Nasenwurzel und den Augenbrauen bis zu den Ohren einschließlich der Ohrmuscheln und bis zum hinteren Rand des Unterkiefers (Mandibula). Es umfasst die Nasen-, Kinn-, Mund- und Augenregion sowie die Wangenregion bis zu den Jochbögen (lat. regiones nasalis, mentalis, oralis, infraorbitalis, zygomatica). Die knöcherne Grundlage des Gesichts bildet das Viscerocranium (der Gesichtsschädel).
Der Gesichtsausdruck stellt in der nonverbalen Kommunikation der Primaten möglicherweise den wichtigsten Teil dar. Im Gesicht werden Furchen, Grübchen und Falten durch die mimischen Muskeln erzeugt, sie sind Ausdruck der Gemütsverfassung.
In älterer oder gehobener Sprache wird das Gesicht des Menschen auch als Angesicht oder Antlitz bezeichnet. Es ist ein zentrales Thema in wissenschaftlichen Gebieten wie Anthropologie und Biometrie sowie in der bildenden Kunst und der Fotografie.

## Das Gesicht des Menschen

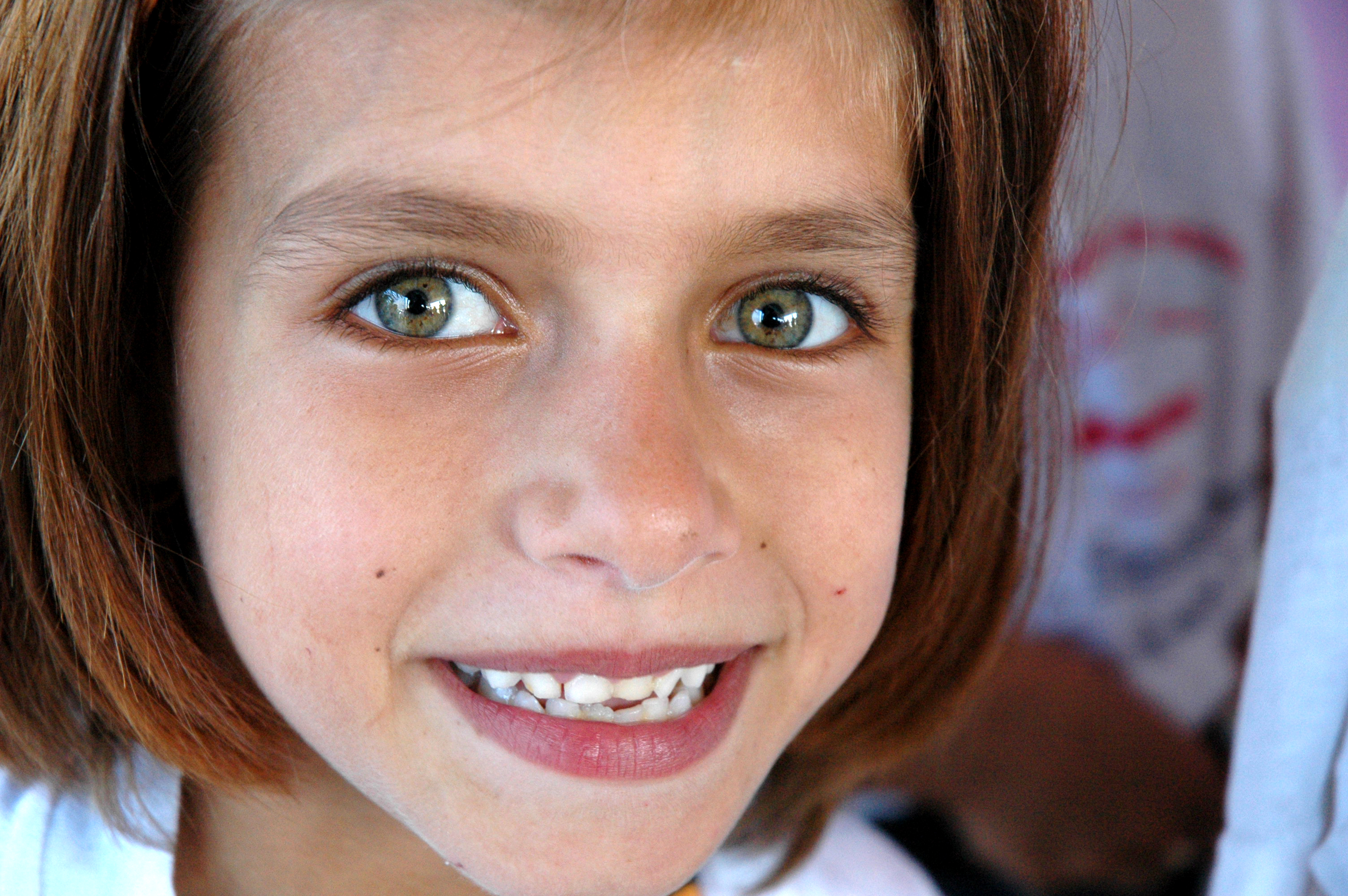
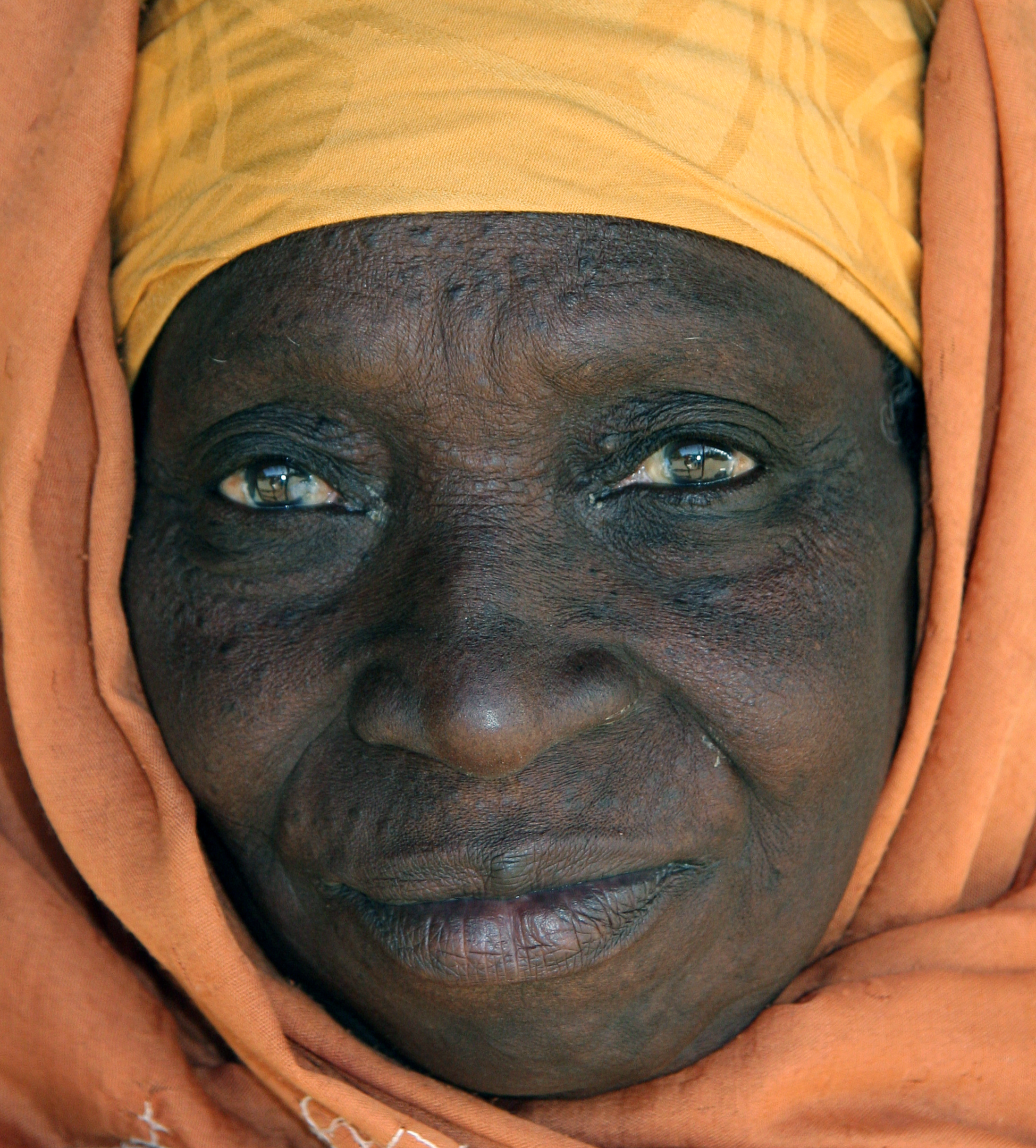
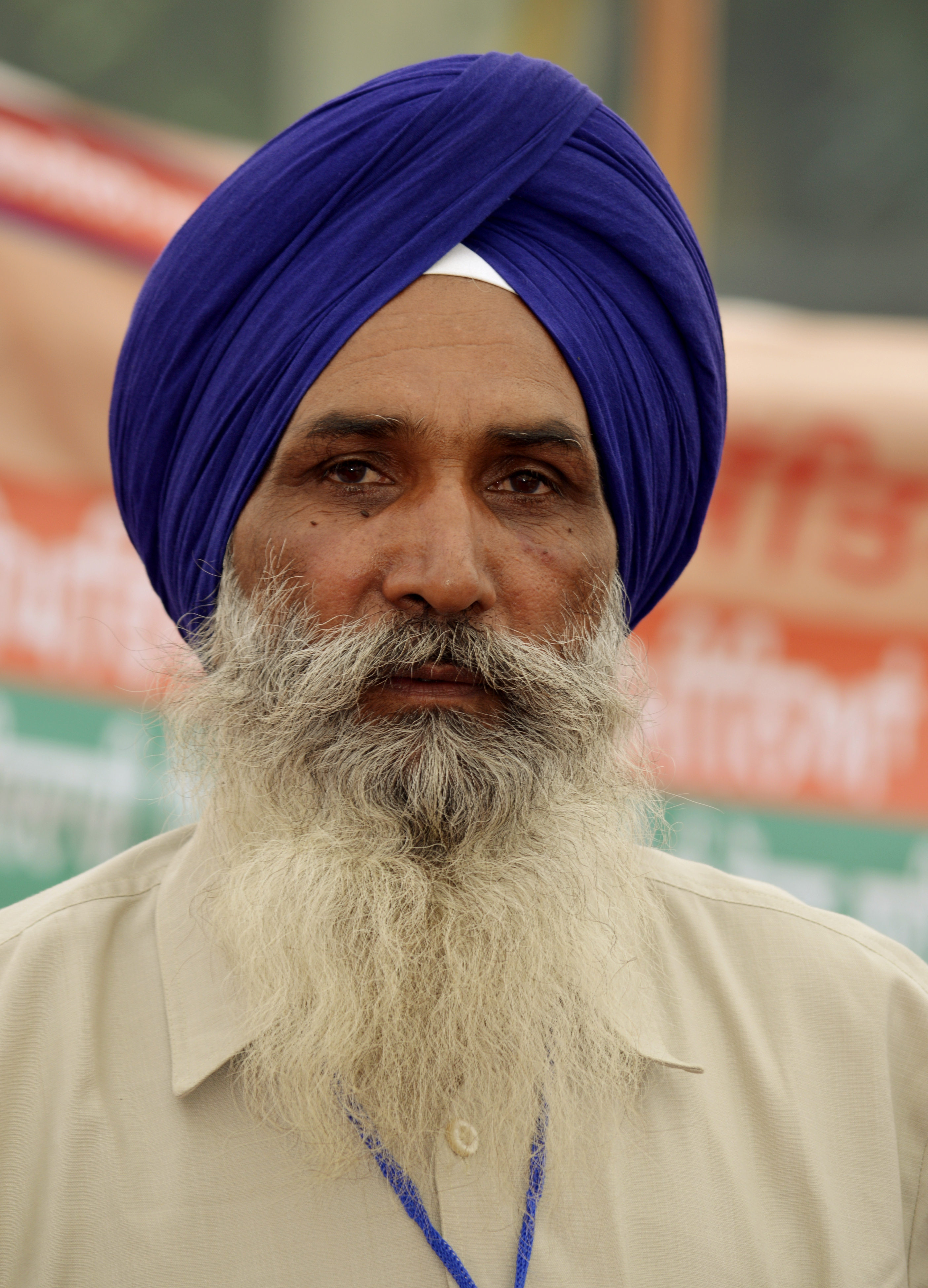
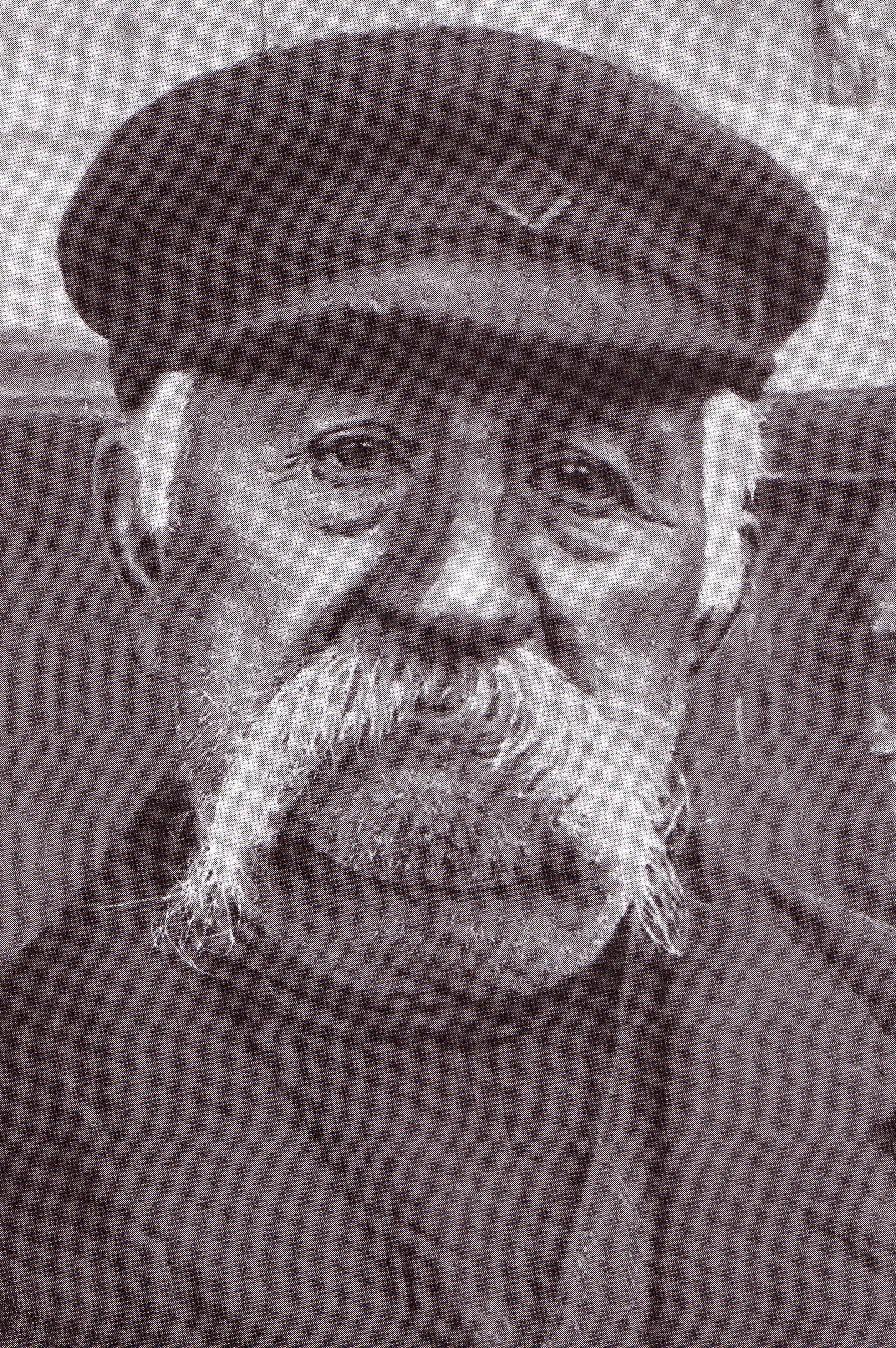
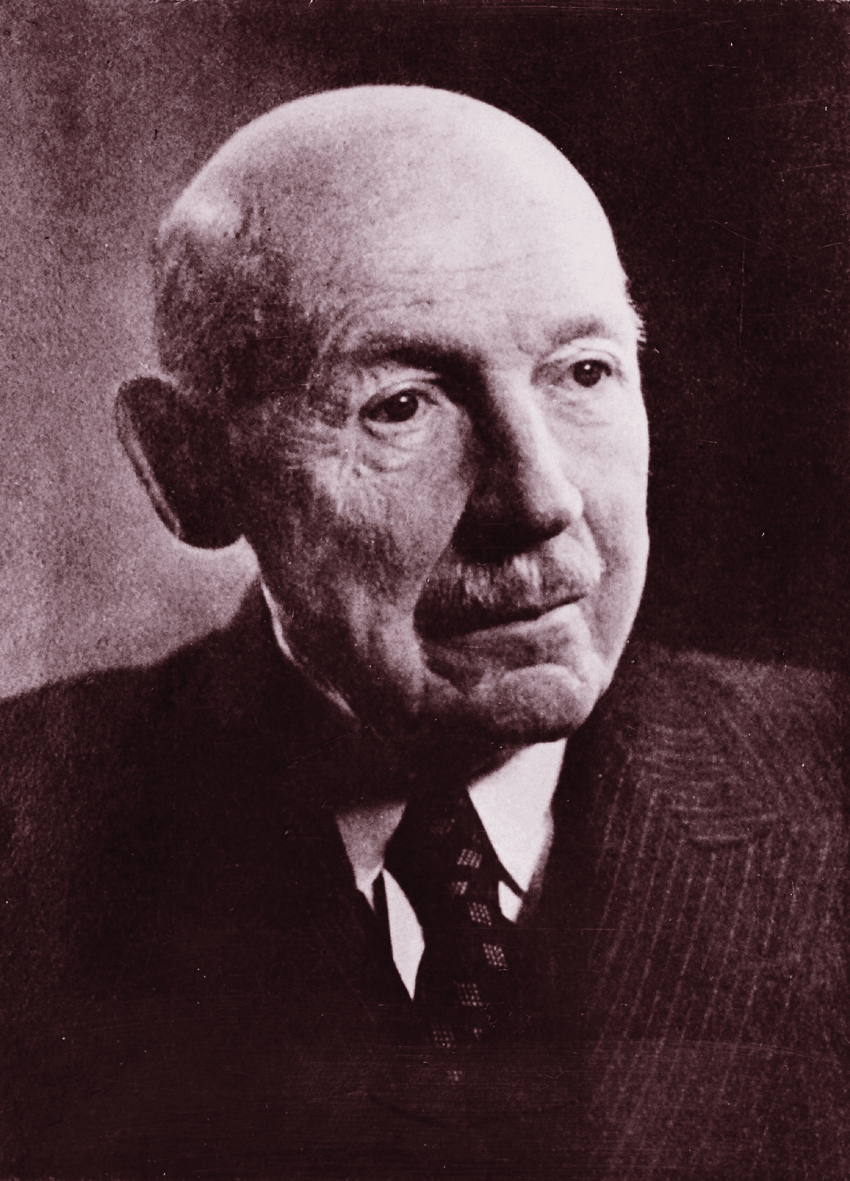

### Beschreibung
Beim Menschen ist das Gesicht frei von Kopfhaar. Durch die Verschiedenheit der Verhältnisse der einzelnen Gesichtspartien zueinander wird die Gesichtsbildung bedingt. Die je nach der Gemütsstimmung wechselnde Mimik beruht im Wesentlichen auf der Tätigkeit einiger Kopfmuskeln, die als mimische Muskulatur zusammengefasst werden. Die Mimik wird besonders durch Augen, Augenbrauen, Stirn (Falten) und Mund als den beweglichsten Teilen des Gesichts hervorgebracht.
Die Gesichtsfarbe entspricht der übrigen Hautfarbe; bei Menschen mit heller Hautfarbe zeichnet sie sich durch ein lebhafteres Kolorit aus und zwar vornehmlich an den Wangen, deren Röte auf einer vermehrten Durchblutung beruht. Gewisse Nuancen der Gesichtsfarbe werden manchmal als Hinweise auf Krankheiten angesehen.
Als Gesichtsform wird die frontale Kontur des Gesichts vom Haaransatz bis zum Kinn bezeichnet. Unterschieden wird zwischen fünf verschiedenen Grundformen: oval, rund, quadratisch, herzförmig und trapezförmig. Die Symmetrie eines Gesichts gilt in einigen Fällen als Merkmal für Schönheit, obwohl beide Gesichtshälften eines Menschen immer verschieden sind (s. a. Idealisierung). Das gilt sowohl für die Anordnung und Größe der paarigen Ohren und Augen als auch für die Nase und den Mund und auch für die Wölbung der Knochenpartie unter den Augen oder den Haaransatz. Vollkommen symmetrische Gesichter gibt es nicht.

### Entwicklung
Das ungleiche Wachstum der verschiedenen Gewebe in der frühen Embryonalzeit führt dazu, dass der menschliche Embryo sich stark nach anterior beugt, und im vorderen Bereich Wülste entstehen. Das frühe menschliche Gesicht liegt zwischen der Hirnanlage und der Herzanlage. Im Alter von 3 Wochen ist nur der Stirnwulst angelegt und darunter eine horizontale Falte, die Anlage des späteren Unterkiefers. Eine Mundhöhle entsteht erst durch Gewebewachstum und -wölbung von beiden Seiten, von unten und oben, bis sich die Oberlippe und die Unterlippe in der siebten Woche anterior treffen.
Am Ende der vierten Schwangerschaftswoche bilden sich fünf Gesichtswülste um die Mundbucht. Oberhalb der Mundbucht liegt der Stirnnasenwulst, seitlich die paarigen Oberkieferwülste und unten die paarigen Unterkieferwülste. Am Stirnfortsatz kommt es beidseits zu Epithelverdickungen, den sogenannten Riechplakoden. Auf beiden Seiten der Riechplakoden wölben sich durch Mesenchym-Proliferation medial und lateral jeweils Wülste vor und senken die Riechplakoden ab, wodurch zwei Riechgruben entstehen, die jeweils von einem medialen und lateralen Nasenwulst begrenzt werden. Die Oberkieferwülste wachsen nach medial auf die medialen Nasenwülste zu und verschmelzen mit ihnen. Die beiden medialen Nasenwülste stoßen aneinander und verschmelzen zum Zwischenkiefersegment (primärer Gaumen). Die lateralen Nasenwülste wachsen langsamer und sind nicht an der Begrenzung der Mundbucht beteiligt; sie sind vom Oberkieferwulst durch die Tränennasenfurche getrennt. Aus den epithelialen Zellen dieser Furche entsteht in der Tiefe ein epithelialer Strang, der seine Verbindung zum Oberflächenepithel verliert und später ein Lumen ausbildet (den Tränennasengang). Das obere Ende dieses Kanals erweitert sich zum Tränensack. Die beiden Unterkieferwülste verschmelzen in der Medianebene und der Unterkiefer (Mandibula) sowie die Unterlippe entstehen. Aus dem Zwischenkiefersegment entstehen das Philtrum (die Rinne der Oberlippe), die vier Schneidezähne und der zugehörige Oberkieferanteil, sowie der dreieckige primäre Gaumen.

## Psychologie und Physiologie der Gesichtswahrnehmung
Erwachsene Menschen können zuverlässig Gesichter erkennen, sich ihrer erinnern und wiedererkennen. Sie können Gesichter aus verschiedenen Winkeln als zur selben Person zugehörig erkennen. Sublime Veränderungen eines Gesichts beim emotionalen Ausdruck werden wahrgenommen und als soziale Signale verstanden. Die Wahrnehmungsfähigkeit von individuell unterschiedlichen Gesichtern spielt eine zentrale Rolle im sozialen Bereich. Menschen mit eingeschränkter Fähigkeit zur Gesichtswahrnehmung sind schwer beeinträchtigt, insbesondere in der sozialen Kommunikation. So geht beispielsweise eine der schwerwiegendsten klinischen Beeinträchtigungen der sozialen Interaktionsfähigkeit, der frühkindliche Autismus, regelmäßig mit massiven Beeinträchtigungen des Blickverhaltens einher.
Die überragenden Fähigkeiten des Menschen zur Gesichtswahrnehmung sind das Ergebnis eines evolutionären Prozesses. Primaten zeigen die mit Abstand größten Fähigkeiten, soziale Informationen dem Blick und auch der Kopfhaltung anderer Individuen zu entnehmen. Im Primatengehirn, und somit auch im menschlichen, gibt es spezielle Gehirnareale mit Neuronen, die direkt mit verschiedenen Aspekten der Gesichtswahrnehmung verknüpft sind. Neurophysiologen und -psychologen haben herausgefunden, dass Gesichtswahrnehmung u. a. mit Aktivierungen innerhalb der occipital face area (OFA) im inferioren (unteren) Occipitallappen und der fusifom face area (FFA) im inferioren Temporallappen einhergeht. Diese kortikalen Areale werden als homolog zu sog. cortical face patches in anderen Primaten diskutiert, deren Nervenzellen selektiv auf verschiedene Gesichtseigenschaften antworten. Bereits ein 13 Monate alter Schimpanse kann dem Blick eines erwachsenen Menschen folgen, der auf ein externes Objekt blickt. Derartige Fähigkeiten sind die Voraussetzung für die komplexen soziokognitiven Kommunikationsmöglichkeiten höherer Primaten und des Menschen. Die Gesichtswahrnehmung weist zahlreiche funktionell unterscheidbare Aspekte auf, etwa das Erkennen des emotionalen Ausdrucks oder der Blickrichtung eines Sozialpartners. Gesichtswahrnehmung ist auf neurophysiologischer Ebene außerdem mit Aktivierung der Amygdala (Mandelkern) verknüpft, was vermutlich im Zusammenhang mit der Auslösung von Affekten steht.
Bei Untersuchungen mittels Elektroenzephalographie spiegelt die N170 als Ereigniskorreliertes Potential die neuralen Prozesse bei der Detektion eines Gesichtes schon nach etwa 130–200 ms wider.

### Neugeborene und Kleinkinder
Neugeborene können sofort nach der Geburt (und wohl schon pränatal) sehen. Sie bevorzugen das menschliche Gesicht, was als Gesichtspräferenz bezeichnet wird. Das Gesicht der Mutter erhält schon in den ersten Lebenswochen mehr Aufmerksamkeit als das Gesicht eines Fremden. Säuglinge können schon im Alter von etwa einem Monat mit ihrem Gesicht und ihren Händen Gesten ihrer Mutter nachahmen. Neugeborene strecken ihre Zunge heraus, wenn ein Erwachsener ihnen die Zunge herausstreckt, den Mund öffnet oder große Augen macht. Diese Imitationsfähigkeiten werden nicht erlernt, sondern sind genetisch bedingt und ein Teil des evolutionsbiologisch bestimmten Erbes des Menschen.
Die Fähigkeit zur unmittelbaren Nachahmung beruht auf der Existenz sogenannter Spiegelneuronen. Diese speziellen Neuronen feuern auf praktisch gleiche Weise sowohl beim Sehen einer Handlung eines anderen Menschen als auch bei der motorischen Nachahmung dieser Handlung. Somit verknüpfen diese Neuronen die äußere Erfahrung einer beobachteten Bewegung mit dem inneren Erleben bei ihrer Imitation. Sie bilden eine neuronale Grundlage für soziales Lernen, Einfühlungsvermögen, Empathie und das Erleben von Kunstwerken: Das Betrachten von Bildern ausdrucksstarker Gesichter aktiviert nachweislich die Gesichtsmuskeln des Betrachters.
Auch das früh entwickelte „spezifische selektive soziale Lächeln“, das zunächst nur der Mutter gilt, und das zunehmende Verweigern des Anlächelns fremder Gesichter gehören zum Gebiet der Gesichtswahrnehmung. Babys weichen bereits im Alter von zwei Wochen vor einem sich schnell nähernden Gesicht zurück und reagieren mit Abwehr. Babys regulieren mit dem Mittel der Blickkontaktvermeidung bzw. -erwiderung die Intensität emotionaler Beziehungserfahrungen.
Bei der Entwicklung der zeichnerischen Fähigkeiten spielt das Gesicht eine große Rolle. Kinder benennen ihre frühesten Zeichnungen (also bereits im Alter von etwa zwei Jahren) häufig als Gesicht, selbst wenn dabei wenig Ähnlichkeit zu einem realen Gesicht besteht. Früh entstehen sogenannte Kopffüßler, gezeichnete Wesen bestehend aus Kopf und Beinen mit starker Betonung des Gesichts, wobei Kopf und Rumpf („Bauch“) nicht voneinander unterschieden werden.

### Erkennung
Fast immer geht die Gesichtserkennung mit der Unterscheidung zwischen Mann und Frau einher.
Viel untersucht wurden nach Ethnie systematisierte Unterschiede in der Gesichtserkennung. Die Wiedererkennung von individuellen Gesichtern einer anderen Ethnie als der Proband selbst zugeordneten ist im Vergleich zur Wiedererkennung von Gesichtern der eigenen Ethnie eingeschränkt. Es wird diskutiert, ob dieser sogenannte Cross-Race-Effect dadurch zustande kommt, dass in Gesichtern der anderen Ethnie auf andere Gesichtsmerkmale geschaut wird als bei Gesichtern der eigenen. Eine 2007 veröffentlichte Studie kam zu dem Ergebnis, dass die Einordnung von Personen als Mitglieder einer in-group die Wiedererkennung positiv beeinflusste unabhängig von der tatsächlichen Vertrautheit.
Die (krankhafte) Unfähigkeit Gesichter zu erkennen, ist die Prosopagnosie.
In Gerichtsverfahren wird bei Identitätszweifeln ein morphologischer Bildvergleich oder ein anthropologisch-biometrisches Gutachten erstellt.

### Gesichtsschmuck
Zu Gesichtsschmuck siehe:
- Gesichtsbemalung
- Barthaar
- Lippenpflock